# Lotyšské národní ozbrojené síly
Lotyšské národní ozbrojené síly (Nacionālie bruņotie spēki) jsou ozbrojené síly Lotyšské republiky. Koncept lotyšské armády je založen na malé mobilní profesionální armádě s vysokou rychlostí nasazení v počtu 6.000 osob, kterou doplňuje a podporuje 12.000 vycvičených příslušníků Národní gardy. Národní ozbrojené síly se skládají z Pozemních sil, Námořních sil, Vzdušných sil, Národní gardy a dalších menších velitelství a speciálních jednotek. Lotyšská armáda je plně profesionální od 1. ledna 2007.

## Pozemní síly

### Organizační složení
Pozemní síly se skládají z hlavního velitelství, pod které spadá jediná profesionální pozemní brigáda. Ta se skládá z velitelské jednotky, 1. a 2. pěchotního praporu a podpůrného praporu (vybaveného ženijní, minometnou a protitankovou jednotkou).

### Vybavení
Od roku 2015 je hlavní výzbrojí 123 britských pásových vozidel rodiny CVR(T). Vozidla byla zakoupena z přebytků Britských ozbrojených sil z důvodu mechanizace a posílení pozemních jednotek. Dále ve výzbroji Lotyšsko vlastní cca 180 kusů švédských transportérů Bv 206. Pro výcvikové účely slouží 3 kusy T-55AM2 dodaných z České republiky. Protiletadlovou obranu zajišťují švédské PLŘS RBS 70 a 40mm protiletadlové kanóny Bofors. Obranu proti tankům a dalším obrněným cílům zajišťují různé švédské a československé bezzákluzové kanóny, PTŘS SPIKE, pancéřovky AT4 a Carl Gustav. Pozemní jednotky využívají také několik typů švédských a sovětských 120 mm minometů. Jediná další výzbroj se skládá z pancéřovaných a nepancéřovaných terénních a nákladních automobilů.